# José Manuel Balmaceda
José Manuel Emiliano Balmaceda Fernández (Fazenda Bucalemu, 19 de julho de 1840 - Santiago † 19 de setembro de 1891) foi presidente do Chile entre 1886 e 1891.
Iniciou seu governo com um ambicioso plano de obras públicas e com o ideal político de unir aos liberais em um sozinho grande partido. Mas cedo iniciou um confronto com o congresso pela disputa entre presidencialismo e parlamentarismo, que se transformou em uma Guerra Civil em 1891, depois que Balmaceda aprovou o orçamento da nação sem a assinatura do Congresso. Derrotadas suas forças nas Batalhas de Concón e Placilla, suicidou-se em 19 de setembro de 1891 na embaixada argentina.
Ele reconheceu a República brasileira que destronou o Imperador do Brasil. Sua atitude teve grande oposição justamente porque o Chile possuía grandes laços de amizade com o Império do Brasil e que meses antes, recebeu com festa o Príncipe Dom Pedro Augusto, neto de Pedro II. Por isso, somente reconheceu após a promulgação da constituição de 1891.